# Рахман Ахмаді
Рахман Ахмаді (перс. رحمان احمدی, нар. 30 липня 1980, Ноушехр) — іранський футболіст, воротар клубу «Сепахан» та національної збірної Ірану.

## Клубна кар'єра
Народився 30 липня 1980 року в місті Ноушехр. Вихованець футбольної школи клубу «Шамушак». У дорослому футболі дебютував 2000 року виступами за головну команду того ж клубу, в якій провів чотири сезони, взявши участь у 35 матчах чемпіонату. 
Своєю грою за цю команду привернув увагу представників тренерського штабу клубу «Сайпа», до складу якого приєднався 2004 року. Відіграв за команду з Кереджа наступні чотири сезони своєї ігрової кар'єри.
Згодом з 2008 по 2013 рік грав у складі команд клубів «Сепахан», «Персеполіс» та «Сайпа».
До складу клубу «Сепахан» утретє у своїй кар'єрі приєднався 2013 року.

## Виступи за збірну
2008 року дебютував в офіційних матчах у складі національної збірної Ірану.

## Титули і досягнення
- Переможець Чемпіонату Західної Азії: 2008